# Pietro Biondi
Pietro Biondi (Spoleto, 13 ottobre 1939) è un doppiatore, attore e direttore del doppiaggio italiano.

## Biografia
Tra i tanti attori doppiati ci sono Dennis Franz nella serie televisiva NYPD - New York Police Department, Harvey Keitel in Thelma & Louise, Pulp Fiction e Cop Land, Robert Duvall in Un giorno di ordinaria follia e A Civil Action, Donald Sutherland in Un'arida stagione bianca, Rivelazioni e Orgoglio e pregiudizio, Walter Matthau in Una coppia di scoppiati.
Per la televisione, Biondi ha doppiato l'attore Alan Dale in The O.C., nel ruolo di Caleb Nichol. Ha recitato nella miniserie Paolo Borsellino nel ruolo del giudice antimafia Antonino Caponnetto, ed ha interpretato il questore di Montelusa nei primi episodi della serie Il commissario Montalbano.
Nel 2022 si è ritirato a vita privata per assistere la moglie, la collega Rita Di Lernia, da anni affetta dalla malattia di Alzheimer.

## Filmografia

Pietro Biondi (a sinistra) e Oreste Rizzini nel 1990

### Cinema
- Il delitto Matteotti, regia di Florestano Vancini (1973)
- Il sospetto, regia di Francesco Maselli (1975)
- Amo non amo, regia di Armenia Balducci (1979)
- Tre fratelli, regia di Francesco Rosi (1981)
- La posta in gioco, regia di Sergio Nasca (1988)
- Il senso della vertigine, regia di Paolo Bologna (1991)
- Giovanni Falcone, regia di Giuseppe Ferrara (1993)
- Il giorno del giudizio, regia di Nello Rossati (1993)
- Ultimo bersaglio, regia di Andrea Frezza (1996)
- Consigli per gli acquisti, regia di Sandro Baldoni (1997)
- L'imbalsamatore, regia di Matteo Garrone (2002)
- Il divo, regia di Paolo Sorrentino (2008)

### Televisione
- Il Muro  regia di Leandro Castellani – miniserie TV (1970)
- Oltre il duemila, regia di Piero Nelli – miniserie TV (1971)
- Ipotesi sulla scomparsa di un fisico atomico, regia di Leandro Castellani – film TV (1972)
- Delitto di regime - Il caso Don Minzoni, regia di Leandro Castellani – miniserie TV (1973)
- Un certo Marconi, regia di Sandro Bolchi – film TV (1974)
- L'assassinio dei fratelli Rosselli, regia di Silvio Maestranzi – miniserie TV (1974)
- L'olandese scomparso – miniserie TV (1974)
- Tecnica di un colpo di stato: la marcia su Roma, regia di Silvio Maestranzi – miniserie TV (1978)
- Le mani sporche, regia di Elio Petri – miniserie TV (1978)
- Uomo contro uomo, regia di Sergio Sollima – miniserie TV (1989)
- La piovra 4 – miniserie TV (1989)
- Morte di una strega – miniserie TV (1995)
- Il commissario Montalbano – serie TV, 4 episodi (1999)
- Padre Pio, regia di Carlo Carlei – miniserie TV (2000)
- Paolo Borsellino, regia di Gianluca Maria Tavarelli – miniserie TV (2004)
- Paolo VI - Il papa nella tempesta, regia di Fabrizio Costa – miniserie TV (2008)
- L'allieva – serie TV, episodio 1x10 (2016)
- Suburra - La serie – serie TV, episodi 1x01-1x10-2x01 (2017-2019)
- Delitto di mafia - Mario Francese, regia di Michele Alhaique – film TV (2018)

## Doppiaggio

### Cinema
- Donald Sutherland in Rivelazioni, Un'arida stagione bianca, Hollow Point - Impatto devastante, La rivolta, Orgoglio e pregiudizio, Festa della birra, Come ammazzare il capo... e vivere felici, Il fuoco della giustizia, Ritorno a Cold Mountain (ridoppiaggio)
- Christopher Plummer in A Beautiful Mind, La casa sul lago del tempo, Prova d'innocenza, Hector e la ricerca della felicità, Uccelli di rovo, Muhammad Ali's Greatest Fight
- Walter Matthau in Ricordo d'amore, Due irresistibili brontoloni, Storie d'amore, That's amore - Due improbabili seduttori, Una coppia di scoppiati
- Bill Macy in Dinosauri a colazione, Terapia e pallottole
- Timothy West in La carica dei 102 - Un nuovo colpo di coda, La leggenda di un amore - Cinderella
- Fred Dalton Thompson in L'ombra di mille soli, Nata ieri, 90 minuti in paradiso
- James Rebhorn in Scent of a Woman - Profumo di donna, Ombre e nebbia, Pluto Nash, L'Albatross - Oltre la tempesta
- Jim Norton in Il bambino con il pigiama a righe, il  ritorno di Mary Poppins
- Terence Harvey in La vera storia di Jack lo squartatore - From Hell
- Harvey Keitel in Pulp Fiction, Thelma & Louise, Cop Land
- Robert Duvall in Un giorno di ordinaria follia, A Civil Action, Jayne Mansfield's Car - L'ultimo desiderio
- Bill Cobbs in New Jack City, Mister Hula Hoop
- Leslie Nielsen in Città in fiamme, Family Plan - Un'estate sottosopra
- J. T. Walsh in Decisione critica, Miracolo nella 34ª strada
- Joseph Maher in Sister Act - Una svitata in abito da suora
- Ken Jenkins in Mi chiamo Sam, X-Files - Il film
- Frank Langella in Sweet November - Dolce novembre, Lolita
- François Berléand in The Transporter, Transporter: Extreme
- Jason Bernard in Bugiardo bugiardo
- Alan Alda in Murder at 1600 - Delitto alla Casa Bianca
- Gary Busey in Point Break - Punto di rottura
- Harris Yulin in Loch Ness, Mr. Bean - L'ultima catastrofe, Game 6
- Brion James in Danko
- Jürgen Prochnow in Body of Evidence
- Marcel Bozzuffi in Il vizietto II
- Michael Constantine in My Life - Questa mia vita
- John Spencer in Black Rain - Pioggia sporca
- Paul Brooke in Oliver Twist
- Barry Nelson in Shining
- Allan Cuthbertson in 2 sotto il divano
- Frank Gio in Un boss sotto stress
- Ernie Hudson in Il corvo - The Crow
- Rip Torn in Wonder Boys
- Jack Lemmon in Missing - Scomparso (ed. 2005)
- Ben Gazzara in Gioco a due
- Ron Canada in Ted 2
- Brian Cox in Rob Roy
- Ken Howard in J. Edgar
- Paul Benedict in Il boss e la matricola
- Vincent Schiavelli in Ghost - Fantasma
- Tom Courtenay in La bussola d'oro
- Neil Fitzpatrick in Un grido nella notte
- Gottfried John in Rapimento e riscatto
- Carmen Argenziano in Angeli e demoni
- Ian McKellen in La bella e la bestia
- David Carradine in Due nel mirino
- E.G. Marshall in Un Natale esplosivo
- William Redfield in Qualcuno volò sul nido del cuculo
- Steve Lawrence in The Yards
- Jack Thompson in Il grande Gatsby
- Edward Fox in Forza 10 da Navarone
- Christopher Lloyd in Insospettabili sospetti
- André Maranne in La vendetta della Pantera Rosa
- Bernard Ménez in L'amore dura tre anni
- William Lanteau in Sul lago dorato
- Louis Gossett Jr. in Momentum
- Stephen King in It - Capitolo due
- John Noble in The Conjuring - Per ordine del diavolo

### Televisione
- Dennis Franz in NYPD - New York Police Department
- Ben Kingsley in Alice nel Paese delle Meraviglie
- Terence Stamp in Smallville
- Alan Dale in The O.C.
- Dick Van Dyke in Un detective in corsia
- Fred Dalton Thompson in Law & Order - Unità speciale
- Enric Benavent in Il segreto
- James Garner in 8 semplici regole
- David White in Vita da strega
- Harris Yulin in 24
- Gerald McRaney in NCIS: Los Angeles
- Armando Bógus in Marron Glacé
- Theodore Bikel in Colombo (episodio 6x03)

### Film d'animazione
- Raizuly in Lupin e le profezie di Nostradamus
- Rick Dicker in Gli Incredibili - Una "normale" famiglia di supereroi
- Merlock in Zio Paperone alla ricerca della lampada perduta
- Anton Ego in Ratatouille
- Sammy nonno in Le avventure di Sammy
- Vitruvius in The LEGO Movie
- Generale Stone in Astro Boy
- Dott. Inferno in Mazinga Z Infinity
- Pierre-Auguste Renoir in Dililì a Parigi
- Voce narrante in Ritorno all'Isola che non c'è
- Barone, autista in Buon viaggio, Charlie Brown (ed. 1987)

### Cartoni animati
- Gritty ne I Gummi (st. 6)
- Consigliere Kulde in American Dragon: Jake Long
- Vecchio Saggio in Gormiti Nature Unleashed
- Charles Zi Britannia in Code Geass: Lelouch of the Rebellion
- Senor Senior Sr. in Kim Possible
- Song Taijin in Cinderella Boy

### Videogiochi
- Merlock in Paperino: Operazione Papero?! (2000)
- Rock Dicker in Disney Infinity (2013)[2]

## Libri
- "Sono Wolf, risolvo problemi". "Sono L. Alzheimer, ho lavoro per lei", 2025, ISBN 979-8310207851.